# Famille Avdeïev
Pour les articles homonymes, voir Avdeïev.
La famille Avdeïev (Авдеев) est une famille de la noblesse de l'Empire russe.

## Historique

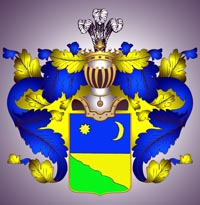
Armoiries des Avdeïev

Cette famille remonte à Grigori Avdeïev, seigneur de domaines à Beliov en 1620. Elle est inscrite dans le VIe livre des registres de l'assemblée de la noblesse de la province de Toula.
L'architecte pétersbourgeois Alexeï Avdeïev (1819-1885) descend de cette famille.